# Hydrobiidae
Hydrobiidae је велика фамилија пужева из реда Littorinimorpha. Обухвата преко 100 родова са око 1300 врста. Фамилија је космополитског распрострањења, у слатким и бракичним водама.

## Опис
су врло ситни пужеви, са стандардном дужином љуштуре мањом од 8 mm. Љуштура је увијена удесно (декстрално), већином глатка и без орнамената. Облик љуштуре је планаран до игличаст. Број завоја на љуштури је 2–8. Варијабилност љуштуре унутар врста је изражена, што отежава разликовање врста. Јасни карактери врста су често везани за радулу, оперкулум и пенис.
Глава, стопало, плашт, и утробна кеса су светлосиве до тамнољубичасте боје (услед присуства меланина). Врсте које насељавају подземне воде (троглобионти) су често без пигмената.
На глави се налазе симетричне главене тентакуле („рогови“), које су кончасте, са заобљеним врхом. Очи се налазе у основи ових тентакула. Радула је тениоглосатна, са више од 50 низова „зуба“. Централни „зуб“ је трапезоидног облика. На стопалу постоје само предње слузне жлезде, док задње нису присутне. Стопало се може увући у љуштуру.
Врсте ове фамилије су већином раздвојених полова (гонокористи). Код појединих, размножавање се може одигравати партеногенетски. Женке полажу јаја у заједничку опну (капсулу) на стаблима и листовима водених биљака, или рађају живе младе. Развиће врста које насељавају бракичне воде понекад садржи стадијум велигер ларве.

## Систематика фамилије
Фамилија Hydrobiidae садржи велики број врста, са малим бројем таксономских карактера услед ситног тела и упрошћене анатомије. Систематика фамилије је стога трпела доста промена од описа групе 1865. године до данас. Југословенски биолог Павле Радоман дао је велики допринос разумевању разноврсности фамилије и њеној систематици. Најопсежнији преглед фамилије дали су Кабат и Хершлер (1993), где су јасно показали и полифилетску природу групе, доказану и каснијим молекуларно-генетичким истраживањима (Вилке и сарадници, 2001).
Буше и Рокруа су 2005. као засебне фамилије препознали Amnicolidae и Cochliopidae, а фамилију Hydrobiidae поделили на осам потфамилија:

## Балканске
Кабат и Хершлер су дали и биогеографски преглед фамилије, као и списак родова којима су типске врсте описане са територија Балканског полуострва. Овде је пренет тај списак, по државама или географским областима.
Босна и Херцеговина: Dabriana, Dalmatella, Islamia, , , , , .

Бугарска: Cavernisa, Insignia, Pontobelgrandiella.

Грчка: Clameia, Daphniola, , , , , , , , , , , , .

Далмација: Adriolitorea, Brusiniana, Cilgia, Lanzaia, .

Македонија: Naumia, Strugia, Zaumia.

Охридско језеро: , , Ginaia, , , , , , , , , , , , , , , , , .

Преспанско језеро: , , Parabythinella, Prespiana, , .

Словенија: Banneina, Boleana, Charydrobia, , , , , , , , , , , , .

Србија: Beogradica, Grossuana, Odontohydrobia, Terranigra.

Хрватска: Adrioinsulana, Baglivia, , , , , , , , , , , , , .

Црна Гора: Adriohydrobia, Anagastina, Antibaria, Bracenica, , , .